# 皮库 (北京故宫)
皮库，是清朝内务府广储司下设的六库之一，负责贮藏皮货。

## 简介
皮库在紫禁城内分布在不同地方。太和门内东庑中间为体仁阁，后来用作内库缎库，清朝曾在举行御试和宴请文人，体仁阁北侧为左翼门。太和门内西庑是各内库之所在，其中的弘义阁与体仁阁相对，右翼门与左翼门相对。这些建筑及其南北的配房是紫禁城内库中的银库、皮库、衣库、茶库。
紫禁城西北角、城隍庙以东，有为御用马匹祭祀的祀马神所，还有皮库的一部分。